# 孔安 (北齐)
孔安（6世紀—？），孔子三十一代孙，孔硕之子，北齐青州法曹参军，其子孔颖达是隋唐大儒，十八学士之一。